# Старый Мартынов
Старый Мартынов (укр. Старий Мартинів) — село в Бурштынской городской общине Ивано-Франковского района Ивано-Франковской области Украины.
Население по переписи 2001 года составляло 467 человек. Занимает площадь 8,945 км². Почтовый индекс — 77130. Телефонный код — 03438.